# Онума, Тан
Тан Онума (яп. 小沼 丹 Онума Тан, 9 сентября 1918 — 8 ноября 1996) — японский писатель и филолог, специалист по английской литературе. Настоящее имя — Хадзимэ Онума (小沼 救). Представитель литературной группы «третьи новые». Помимо своих укоренённых в повседневности художественных произведений известен многочисленными дзуйхицу.
Родился в Токио. В 1942 году окончил филологический факультет Университета Васэда. С 1958 преподавал там же английскую литературу. В литературе дебютировал в 1939 году. Дебютное произведение отослал Масудзи Ибусэ и затем, по традиции тех лет, совершив паломничество к литературному мэтру, стал его учеником. Впоследствии посвятил Ибусэ своё произведение поздних лет «Учитель из городка Симидзу» (清水町先生, 1992).
В 1954 и 1955 годах, продолжая совмещать литературную деятельность с филологией, дважды номинировался на премию Акутагавы с рассказами «Чужак в деревне» (村のエトランジェ) и «Гостиница с белым павлином» (白孔雀のいるホテル). Награждён премией Ёмиури за произведение «Карманные часы» (懐中時計, 1969) и премией Тайко Хирабаяси за «Дневник дурака» (椋鳥日記, 1974). В 1989 году стал членом Японской академии искусств. Скончался в 1996 году от пневмонии в возрасте 78 лет.